# 班迪德海崖
班迪德海崖（英語：Banded Bluff），是南極洲的海崖，位於阿蒙森海岸，處於麥金利冰原島峰東南面6公里的利夫冰川東岸，長7公里，現時由南極條約體系管理。